# 龐加萊對偶性
數學上，龐加萊對偶定理是流形的同調及上同調群的結構的基本定理，以昂利·龐加萊命名。這定理說若M是n維有向閉流形（即緊緻且無邊界），則M的第k階上同調群同構於M的第(n − k)階同調群。對所有整數k
{\displaystyle H^{k}(M)\cong H_{n-k}(M).}
龐加萊對偶定理於任何係數環都成立，只需在流形上相對於係數環而取定向。特別是由於流形於模2都有唯一定向，故於模2時龐加萊對偶定理不需假設定向就成立。

## 歷史
龐加萊對偶定理的一個形式最初由龐加萊於1893年提出，沒有證明。當時他用貝蒂數來表達：一個n維可定向閉流形的第k個和第(n − k)個貝蒂數相等。其時未有上同調的概念，須待四十年後才得以釐清。龐加萊在1895年的論文《Analysis Situs》中嘗試用他創造的拓撲相交理論去證明定理。波爾·赫高對這篇論文的批評，令龐加萊發現他的證明有重大錯誤。龐加萊在論文的附錄首兩篇中，用對偶三角剖份給出新證明。
直至1930年代上同調概念出現，龐加萊對偶定理的現代形式才出現。愛德華·切赫和哈斯勒·惠特尼發明了杯積和笠積，用這些新概念表達龐加萊對偶定理。

## 現代形式
龐加萊對偶定理的現在形式是以同調和上同調給出：若M是閉有向n-流形，k是整數，則有從第k階上同調群Hk(M)到第(n − k)階同調群Hn − k(M)的典範同構。（此處的同調和上同調取整數環為係數，但這個同構對任何係數環都成立。）更確切而言，這個同構將Hk(M)的元素，映射到這個元素與M的一個基本類的杯積，而有向流形M都存在基本類。
對非緊緻有向流形，需把上同調用緊支上同調代替。
負數階的同調和上同調群定義為零，所以龐加萊對偶性推導出閉有向n-流形大於n階的同調和上同調群是零。

## 深入閱讀
- Blanchfield, R. C., , Annals of Mathematics, 1957, 65 (2): 340–356, JSTOR 1969966
- Griffiths, Phillip; Harris, Joseph, , Wiley Classics Library, New York: Wiley, 1994, ISBN 978-0-471-05059-9, MR 1288523

## 外部連結
- Intersection form （页面存档备份，存于） at the Manifold Atlas
- Linking form （页面存档备份，存于） at the Manifold Atlas